# Абгольц, Виктор Алексеевич
Виктор Алексеевич Абгольц (15 марта 1944, Тобол, Кустанайская область — 26 сентября 2017, Алма-Ата) — советский футболист, нападающий «Кайрата» и карагандинского «Шахтёра». Мастер спорта СССР. Судья всесоюзной категории (06.02.1984)

## Биография

### Начало карьеры
Родился на станции Тобол в семье репрессированного и сосланного в Казахстан. В 1948 году семья осела в Караганде. Старший брат Виктора Абгольца — Леонид в 1950-х годах был игроком «Шахтёра» (Караганда).
С 1958 года Виктор Абгольц начал заниматься в группе подготовки карагандинского «Шахтёра». Первым его тренером был Христофор Газелериди. Позже он перешёл в группу Андрея Гумирова. Одним из первых турниров, в котором он принял участие, была Всесоюзная Спартакиада школьников (Москва, 1960). Здесь сборная Казахстана неожиданно для всех завоевала бронзу (участие принимали 17 команд — Москва, Ленинград и сборные 15 союзных республик). В 1961 году на Всесоюзных соревнованиях среди юношей в Петропавловске сборная заняла второе место за командой Новосибирска.

### Игровая карьера
Игровая карьера Виктора Абгольца связана лишь с двумя клубами: карагандинским «Шахтёром» и флагманом футбола республики — алматинским «Кайратом», выступавшим в высшей лиге чемпионата СССР.
В 1962 году в составе «Шахтёра» стал чемпионом одной из зон республик СССР группы «Б». Команда получила путёвку во вторую группу класса «А» (аналог 1 лиги).
В 1964 году Абгольц получил приглашение в «Кайрат», игравший в первой группе класса «А» (аналог высшей лиги), но уже к концу сезона вернулся в «Шахтёр», так как не смог закрепиться в основе после конфликта с Вадимом Степановым, которого новичок назвал не капитаном, а атаманом. Следующие три сезона он играл в «Шахтёре», выступающем во второй группе класса «А» (будущая 1 лига).
В 1968 году вторично получил приглашение в «Кайрат», выступающий в первой группе класса «А». Но «Кайрат» вылетел во вторую группу класса «А» в 1969 году. Уже в 1970 году «Кайрат» снова выиграл путёвку в высшую лигу. Клуб выиграл и свой единственный международный трофей — Кубок Международного спортивного союза железнодорожников (USIC).
В 1972 году Абгольц вернулся «Шахтёр», играющий в 1 лиге, который вылетел во вторую лигу в 1973 году. Свой последний сезон в 1974 году играл во 2 лиге.
За карьеру Абгольц провёл 95 игр в высшей лиге и забил 14 голов, в 1 лиге — сыграл 230 игр и забил 81 гол, во 2 лиге — провёл 34 игры и забил 21 гол. Всего за игровую карьеру в чемпионате сыграл 359 игр и забил 116 голов.
Абгольц — автор первого хет-трика «Кайрата». В Кировобаде он забил три гола местному «Динамо», второй хет-трик состоялся в игре с донецким «Шахтёром». Наиболее памятным считает гол, забитый в 1/8 финала Кубка СССР в ворота легендарного Льва Яшина — вратаря московского «Динамо».
Виктор Абгольц — член «Клуба казахстанских бомбардиров». Он со 169 приведёнными очками занимает 5-е место среди бомбардиров советского периода. В общем списке он замыкает десятку. Среди бомбардиров 1 лиги Абгольц — лидер (с 84 голами он далеко обошёл С. Ионкина, забившего 39 голов).
Среди игроков карагандинского «Шахтёра» Абгольц — в десятке по количеству сыгранных матчей (224) и на 4-м месте по количеству забитых голов (81).

### Тренерская карьера
По окончании игровой карьеры ещё год проработал помощником Валентина Гроховского, который работал в «Шахтёре» в качестве главного тренера.

### Судейская карьера
С 1975 года — футбольный судья, судья всесоюзной категории (06.02.1984).
После окончания судейской карьеры в 1990 году работал в качестве одного из членов судейского комитета Федерации Футбола Казахстана.

### Семья
Сын Олег выступал за алма-атинский «Локомотив». Позднее уехал в Германию, где выступал в одном из провинциальных клубов. По окончании карьеры отошёл от футбола.